# Stanisław Świercz
Stanisław Świercz ps. Grom (ur. 18 lutego 1925 w Gąsewie. zm. 12 września 2018 w Mławie) – żołnierz ruchu oporu podczas II wojny światowej, działacz kombatancki, publicysta.

## Życiorys
Urodził się we wsi Gąsewo w powiecie makowskim 18 lutego 1925 roku w rodzinie rolniczej gospodarującej na gospodarstwie o powierzchni siedmiu hektarów. Jego rodzicami byli Antoni i Marianna z domu Częścik. Przed 1939 kończył szkołę powszechną w rodzinnej miejscowości. Po wybuchu wojny cała rodzinę wysiedlono do Kuczborka w powiecie mławskim.

### W podziemiu zbrojnym i antykomunistycznym
W czasie II wojny światowej od 1943 roku był członkiem Narodowych Sił Zbrojnych, Armii Krajowej, a następnie od roku 1945 Narodowego Zjednoczenia Wojskowego, do którego wstąpił celem walki z władzą ludową narzuconą przez Sowietów. Będąc w stopniu kaprala pełnił funkcję dowódcy drużyny. Walczył m.in. pod rozkazami Zbigniewa Kuleszy ps. „Młot”. W ramach amnestii z 1947 roku, na rozkaz dowództwa ujawnił się. Celem kontynuowania edukacji przerwanej w 1939 roku, podjął naukę w Państwowym Liceum i Gimnazjum im. Stanisława Wyspiańskiego w Mławie. W 1948 został powołany do wojska w związku z czym jego edukacja został ponownie przerwana. Po zakończeniu służby wojskowej pracował w Morągu w Banku Rolnym.

### Represje i wyrok śmierci
4 października 1950 rokuzostał aresztowany przez funkcjonariuszy Urzędu Bezpieczeństwa, a w dniu 7 kwietnia 1951 roku Sąd Rejonowy w Warszawie na sesji wyjazdowej w Pułtusku skazał go, wraz dwoma innym żołnierzami podziemia, na karę śmierci oraz utratę praw publicznych i obywatelskich praw honorowych na zawsze, a także przepadek mienia za udział w „nielegalnym związku mającym na celu obalenie przemocą ustroju Państwa Polskiego”. 10 lipca 1951, ówczesny Prezydent Polski Bolesław Bierut skorzystał w jego przypadku z prawa łaski, zamieniając karę śmierci na dożywocie z utrzymaniem kar dodatkowych. Celem odbycia kary dożywocia osadzono go w Centralnym Zakładzie Karnym we Wronkach. Więzienie opuścił w 1957 roku w ramach tzw. odwilży gomułkowskiej, jednak nie przywrócono mu praw obywatelskich.

### Po uwolnieniu z więzienia
Zamieszkał w Modle pod Mławą, gdzie w miejscowej szkole jego żona była nauczycielką. 10 października 1957 roku podjął pracę w Mławie, w Spółdzielni Pracy i Usług Rzemieślniczych. Ciągnąca się za nim opinia wroga ludu i władzy ludowej zaciążyła na jego dalszym życiu, szykany i utrudnienia w zatrudnieniu były przyczynami trudności w utrzymaniu zatrudnienia i częstych zmian miejsca pracy.
Zaprzestanie nękania i prześladowania przez organy bezpieczeństwa nastąpiło w 1974 roku. Od 1977 do 1990 gdy przeszedł na emeryturę, już bez przeszkód pracował w Wojewódzkim Zakładzie Inwestycji Rolniczych w Ciechanowie.
Po roku 1989, w  wolnej Polsce oddał się działalności kulturalnej i społecznej. Zaangażował się w działalność organizacji kombatanckich, w szczególności Związku Żołnierzy Narodowych Sił Zbrojnych oraz Związku Więźniów Politycznych Okresu Stalinowskiego. W strukturach ZŻNSZ pełnił funkcje: przewodniczącego Zarządu Koła w Mławie (1994–1998), sekretarza Rady Naczelnej Związku (1994–1998), przewodniczącego Sądu koleżeńskiego przy Zarządzie Stołecznym (od 2002) oraz członka prezydium Zarządu Głównego (od 2005). Współpracował z Instytutem Pamięci Narodowej. W latach 1992–2003 był organizatorem licznych sympozjów naukowych o tematyce związanej z polskim podziemiem niepodległościowym. Z jego inicjatywy powstały obeliski i tablice upamiętniające żołnierzy NZS m.in. w Gąsewie Poduchownym, Mławie, Lipowcu Kościelnym oraz pod Niedziałkami. Był autorem licznych publikacji historycznych, broszur oraz artykułów prasowych oraz redaktorem i wydawcą „Głosu Kombatanta z Prowincji”. Tworzył również poezję.
Zmarł 12 września 2018 roku i spoczął na cmentarzu parafialnym w Mławie w kwaterze 5/X/2.

## Odznaczenia i awanse
W uznaniu swych zasług został odznaczony m.in. Krzyżem Kawalerskim Orderu Odrodzenia Polski, Krzyżem Narodowego Czynu Zbrojnego oraz medalem Zasłużony dla Miasta Mława (2000). W 2006 roku został awansowany do stopnia porucznika rezerwy.

## Upamiętnienie
W roku 2023 Rada Miasta Mławy uchwałą nr LI/663/2023 nadała imię Stanisława Świercza jednej z mławskich ulic.

## Wybrane publikacje
- Światło w celi – tam?… (1999)
- Ofiarom nazizmu i komunizmu ziemi szreńskiej chwała (1999, red.)
- Ostatnim partyzantom Ziemi Mławskiej (2006, red.)
- Nieujarzmieni, Ojczyźnie zawsze wierni (2008)
- Polegli broniąc Ojczyzny 1939/56 r. (2010)